# یرنی گودک
یرنی گودک (به انگلیسی: Jernej Godec) (زادهٔ ۱۶ ژانویهٔ ۱۹۸۶) شناگر اهل اسلوونی است.